# Мустафаева, Сона Эйюб кызы
Сона Эйюб кызы Мустафаева (азерб. Sona Əyyub qızı Mustafayeva; 22 июня 1916 — 1999) — азербайджанская оперная певица, лирическое сопрано. Заслуженная артистка Азербайджанской ССР (1943).

## Биография
С 1930 года являлась солисткой Азербайджанского театра оперы и балета в Баку. Обладала мягким голосом красивого тембра, с особым успехом выступает в национальном оперном репертуаре.
Среди исполненных ею партий можно назвать партии Гюльчохры и Нигяр из музыкальной комедии «Аршин мал алан» и оперы «Кёроглы» Узеира Гаджибекова, Наргиз (опера «Наргиз» Муслима Магомаева), Дильбер в опере Гаджиева и Караева «Вэтэн», Рена («Низами» Афрасияба Бадалбейли), Ширин («Хосров и Ширин» Ниязи) и др.

## Награды
- орден «Знак Почёта» (17.04.1938) — за выдающиеся заслуги в деле развития азербайджанского оперного искусства, азербайджанской музыки, песни и танцев[3]